# La grieta
La grieta (comercialitzada als Estats Units com The Rift) és una pel·lícula coproducció hispano-estatunidenca de ciència-ficció i terror de 1990 dirigida per Joan Piquer i Simón. Es tracta d'una pel·lícula de terror submarí a l'estil de The Abyss, Leviathan, DeepStar Six, The Evil Below i Lords of the Deep.
És considerada una pel·lícula de sèrie B. Els crítics van notar la falta d'originalitat en la seva trama, però van elogiar la pel·lícula per oferir entreteniment ple d'acció amb un pressupost limitat.

## Argument
La pel·lícula tracta d'uns mariners de l'OTAN que han d'esbrinar el succeït a un batiscaf perdut a l'esquerda de Dannekin, al fons del mar, prop de Noruega. En arribar, descobreixen una cova subterrània repleta de monstres provocats per experiments genètics.
Rodada als Estudis Verona de Tres Cantos, comptava amb Jack Scalia, actor cèlebre de telefilms nord-americans, R. Lee Ermey, Ray Wise i diversos actors espanyols com Frank Braña, Emilio Linder i Pocholo Martínez-Bordiu.

## Repartiment
- Jack Scalia - Wick Hayes
- R. Lee Ermey - el capità Phillips
- Ray Wise - Robbins
- Deborah Adair - la tinent Nina Crowley
- John Toles-Bey - Joe Kane
- Ely Pouget - Ana Rivera
- Emilio Linder - Philippe
- Tony Isbert - Fleming
- Álvaro Labra - Carlo
- Luis Lorenzo - Francisco
- Frank Braña - Muller
- Pocholo Martínez-Bordiú - Sven

## Premis
Colin Arthur, Basilio Cortijo i Carlo de Marchis van guanyar el Goya als millors efectes especials pel seu paper a aquesta pel·lícula.